# جاك كرشتون
جاك كرشتون (بالإنجليزية: Jack Crichton) هو كاتب أمريكي، ولد في 16 أكتوبر 1916 في مقاطعة ريد ريفر في الولايات المتحدة، وتوفي في 10 ديسمبر 2007 في دالاس في الولايات المتحدة بسبب سرطان.